# Ngày Quốc tế xóa bỏ Kỳ thị chủng tộc
Ngày Quốc tế xóa bỏ Kỳ thị chủng tộc được xác định kỷ niệm vào ngày 21 tháng 3 hàng năm. Vào ngày này năm 1960, cảnh sát đã nổ súng và giết chết 69 người trong một cuộc tuần hành hòa bình ở Sharpeville, Nam Phi nhằm chống lại việc thông qua đạo luật apartheid. Công bố lựa chọn ngày vào năm 1966, Đại hội đồng Liên Hợp Quốc kêu gọi cộng đồng quốc tế tăng gấp đôi nỗ lực để loại bỏ tất cả các hình thức phân biệt chủng tộc.

## Ngày Nhân quyền ở Nam Phi - 21 tháng 3
Ở Nam Phi, Ngày Nhân quyền là một ngày lễ quốc gia vào ngày 21 tháng 3 hàng năm. Đây là ngày kỷ niệm những người đã hy sinh cuộc sống để đấu tranh cho dân chủ và bình đẳng nhân quyền ở Nam Phi trong thời gian tồn tại chế độ Apartheid (một chế độ chấp nhận sự phân biệt chủng tộc). Sự kiện thảm sát Sharpeville trong thời kỳ apartheid xảy ra vào ngày 21 tháng 3 năm 1960 cũng nằm trong chuỗi những sự kiện tưởng niệm của ngày lễ này.